# Cleptometopus mindanaonis
Cleptometopus mindanaonis är en skalbaggsart som beskrevs av Stefan von Breuning 1940. Cleptometopus mindanaonis ingår i släktet Cleptometopus och familjen långhorningar.
Artens utbredningsområde är Filippinerna. Inga underarter finns listade i Catalogue of Life.